# Municipio de Roosevelt (condado de Beltrami)
El municipio de Roosevelt (en inglés: Roosevelt Township) es un municipio ubicado en el condado de Beltrami en el estado estadounidense de Minnesota. En el año 2010 tenía una población de 225 habitantes y una densidad poblacional de 2,42 personas por km².

## Geografía
El municipio de Roosevelt se encuentra ubicado en las coordenadas 47°42′21″N 95°8′56″O / 47.70583, -95.14889. Según la Oficina del Censo de los Estados Unidos, el municipio tiene una superficie total de 93.07 km², de la cual 88,25 km² corresponden a tierra firme y (5,18 %) 4,82 km² es agua.

## Demografía
Según el censo de 2010, había 225 personas residiendo en el municipio de Roosevelt. La densidad de población era de 2,42 hab./km². De los 225 habitantes, el municipio de Roosevelt estaba compuesto por el 94,67 % blancos, el 3,11 % eran amerindios y el 2,22 % eran de una mezcla de razas. Del total de la población el 0 % eran hispanos o latinos de cualquier raza.